# Seznam ostrovů Chile
Ostrovy Chile větší než 500 km².

## Podle velikosti
Tabulka nezachycuje ostrovy v Antarktidě, na které si Chile činí nárok (viz Chilské antarktické území).
|    | ostrov         | region                            | rozloha (km²) | nejvyšší vrchol  | max.nadm. výška(m) |
| -- | -------------- | --------------------------------- | ------------- | ---------------- | ------------------ |
| 1  | Ohňová země    | Magallanes y la Antártica Chilena | 29484         | Cerro Darwin     | 2580               |
| 2  | Chiloé         | Los Lagos                         | 8478          | Cerro Redondo    | 866                |
| 3  | Wellington     | Magallanes y la Antártica Chilena | 5556          | bezejmenný       | 1520               |
| 4  | Riesco         | Magallanes y la Antártica Chilena | 5110          | Mount Atalaya    | 1830               |
| 5  | Hoste          | Magallanes y la Antártica Chilena | 4117          | bezejmenný       | 1402               |
| 6  | Santa Inés     | Magallanes y la Antártica Chilena | 3688          | bezejmenný       | 1341               |
| 7  | Navarino       | Magallanes y la Antártica Chilena | 2473          | Pico Navarino    | 1195               |
| 8  | Magdalena      | Aysén                             | 2025          | Monte Mentolat   | 1620               |
| 9  | Desolación     | Magallanes y la Antártica Chilena | 1352          | Monte Harte Dyke | 1128               |
| 10 | Dawson         | Magallanes y la Antártica Chilena | 1290          | bezejmenný       | 975                |
| 11 | Campana        | Aysén                             | 1188          | bezejmenný       | 1311               |
| 12 | Aracena        | Magallanes y la Antártica Chilena | 1164          | bezejmenný       | 1158               |
| 13 | Clarence       | Magallanes y la Antártica Chilena | 1111          | Cerro Bowles     | 884                |
| 14 | Serrano        | Aysén                             | 1063          | bezejmenný       | 1585               |
| 15 | Madre de Dios  | Magallanes y la Antártica Chilena | 1043          | Monte Roberto    | 755                |
| 16 | Melchor        | Aysén                             | 864           | bezejmenný       | 1127               |
| 17 | Hanover        | Magallanes y la Antártica Chilena | 812           | bezejmenný       | 1158               |
| 18 | Prat           | Aysén                             | 761           | bezejmenný       | 1341               |
| 19 | Chatham        | Magallanes y la Antártica Chilena | 696           | ?                | ?                  |
| 20 | Londonderry    | Magallanes y la Antártica Chilena | 643           | ?                | ?                  |
| 21 | Contreras      | Magallanes y la Antártica Chilena | 626           | ?                | ?                  |
| 22 | Benjamin       | Aysén                             | 618           | ?                | ?                  |
| 23 | Gordon         | Magallanes y la Antártica Chilena | 591           | bezejmenný       | 1548               |
| 24 | Patricio Lynch | Aysén                             | 561           | ?                | ?                  |
| 25 | Jorge Montt    | Magallanes y la Antártica Chilena | 537           | ?                | ?                  |
| 26 | Mornington     | Magallanes y la Antártica Chilena | 529           | ?                | ?                  |
| 27 | Duke of York   | Magallanes y la Antártica Chilena | 522           | ?                | ?                  |
| 28 | Traiguen       | Aysén                             | 520           | ?                | ?                  |
| 29 | Esmeralda      | Magallanes y la Antártica Chilena | 515           | ?                | ?                  |